# Pseudomyrmex spiculus
Pseudomyrmex spiculus é uma espécie de formiga do género Pseudomyrmex, subfamilia Pseudomyrmecinae. Esta espécie foi descrita cientificamente por Ward em 1989.

## Distribuição
Encontra-se em Brasil, Colômbia, Costa Rica, Equador, Guayana Francesa, Guyana, México, Panamá, Peru e Surinam.